# 맬컴 영
맬컴 영(영어: Malcolm Young, 1953년 1월 6일 ~ 2017년 11월 18일)은 호주의 하드 록 밴드 AC/DC의 공동 창립자, 리듬 기타리스트, 작곡가 등으로 가장 잘 알려진 호주의 음악가다. 1988년 잠시 자리를 비운 것을 제외하면 1973년 창단 때부터 건강상의 이유로 2014년 은퇴할 때까지 밴드에 있었다. AC/DC의 일원으로 2003년 로큰롤 명예의 전당에 헌액되었다.
동생 앵거스가 형제의 눈에 많이 띄었지만 말콤은 밴드의 원동력이자 리더로 묘사되었다. 2014년 그는 밴드에서 은퇴했음에도 불구하고 AC/DC는 그의 축복으로 계속해서 음악을 만들기로 결심했다고 말했다. 리듬 기타리스트로서 밴드 사운드의 폭넓은 스윕을 담당하여 그들의 기타 리프를 많이 개발하고 밴드의 소재를 앵거스와 공동작곡하였다.
영은 2014년 중반 AC/DC를 떠나 치매 치료를 받았다. 2014년 9월, 이 밴드의 매니지먼트는 그가 영구 은퇴할 것이라고 발표했다. 2017년 11월 18일 치매의 영향으로 사망했다.

## 어린 시절
영의 아버지 윌리엄 영(1911년 2월 16일생)과 그의 가족은 스코틀랜드 글래스고 크랜힐 지구의 6번지 스커리보어 로드에서 살았다. 윌리엄은 처음에는 로프 작업에서 바퀴 소년으로 일했고 그 다음에는 석면/시멘트 사업에서 기계/톱 조작자로 일했다. 1940년 윌리엄은 제2차 세계 대전에 참전했던 영국 왕립공군에 비행 엔진 정비공으로 입대했다. 전쟁이 끝난 후 윌리엄은 건축가의 마당으로 일했고 그 후 우체부로 일했다. 그의 아내 마거릿(1913년 7월 14일생)은 주부였다.
1963년의 대동결은 스코틀랜드 역사상 가장 최악의 겨울이었고 깊이는 8피트였다. 동시에 TV 광고는 호주에서의 다른 삶을 위한 가족 여행을 제공했다. 영 가문은 1963년 6월 말 5남 조지(1946년 11월 6일 ~ 2017년 10월 22일)와 동생 맬컴(1953년 1월 6일 ~ 2017년 11월 18일)과 앵거스(1955년 3월 31일) 등 15명이 항공기를 타고 스코틀랜드를 떠났다. 그의 큰형 스티븐(1933년 6월 24일 ~ 1989년), 그의 유일한 여동생 마거릿 호스버그(1935년 5월 2일 ~ 2019년 11월 11일), 그리고 형 윌리엄 주니어(1940년 12월 15일)도 함께 탑승했다. 또 다른 형인 알렉스(1938년 12월 28일 ~ 1997년)는 영국에 머물렀으며, 이후 런던에 본사를 둔 그룹 그레이프푸르트의 멤버가 되었다. 마지막 형인 존 영(1937년 5월 17일)은 호주로 별거했다.

## 음반 목록

### AC/DC
- 《High Voltage》 (1975년, 호주)
- 《T.N.T.》 (1975년, 호주)
- 《High Voltage》 (1976년, 국제 버전)
- 《Dirty Deeds Done Dirt Cheap》 (1976년)
- 《Let There Be Rock》 (1977년)
- 《Powerage》 (1978년)
- 《If You Want Blood You've Got It》 (1978년)
- 《Highway to Hell》 (1979년)
- 《Back in Black》 (1980년)
- 《For Those About to Rock We Salute You》 (1981년)
- 《Flick of the Switch》 (1983년)
- 《Fly on the Wall》 (1985년)
- 《Who Made Who》 (1986년)
- 《Blow Up Your Video》 (1988년)
- 《The Razors Edge》 (1990년)
- 《AC/DC Live》 (1992년)
- 《Ballbreaker》 (1995년)
- 《Stiff Upper Lip》 (2000년)
- 《Black Ice》 (2008년)
- 《Rock or Bust》 (2014년)
- 《Power Up》 (2020년)